# 利祖諾瓦魯德尼亞
51°55′48″N 30°56′12″E / 51.93000°N 30.93667°E
利祖諾瓦魯德尼亞（烏克蘭語：Лизунова Рудня），是烏克蘭北部的村莊，隸屬切爾尼希夫州的切爾尼希夫區。該村始建於1749年，面積0.46平方公里，海拔高度116米，2001年人口29。